# Герб Ростова-на-Дону
Герб Ростова-на-Дону — офіційний символ міста Ростова-на-Дону, поряд з прапором і гімном.

## Історія

### Перший герб
Перший герб Ростова-на-Дону (тоді належав Катеринославської губернії) затверджено 20 липня 1811. Відповідний малюнок і опис герба можна бачити в знаменитому альбомі П. П.фон Вінклера «Герби міст, губерній, областей і посадів Російської Імперії». Опис ж говорить:
У блакитному полі башта, що зображає перешкоду від набігів соседственних хижих народів і поверхня нашу над ними, зображену трофеєм, складеним з зброї тих народів у червоному полі.

### Другий, неофіційний герб
У середині XIX століття з'явився інший неофіційний (не було жодних законодавчих актів, що вказують на доповнення до ростовському гербу) герб Ростова-на-Дону (він з'явився в працях історіографа А. А. Скальковського).
 Щит пересічений, у верхній червені частини обладунки, в нижній лазуревая — вежа. У вільній частині щита герб Катеринославської губернії. Щит увінчаний баштовій короною.
У міських гербах Росії, починаючи з 1780 року до середини XIX ст., герб губернії містився у верхній половині щита, а в нижній половині знаходився власне герб міста, щит ж увінчувався баштовій короною, яка могла бути і червені (червоної), і срібною, і золотий. Подібне поєднання на одному щиті губернського чи обласного і власне міського гербів, зрозуміло, не назвеш зручним, а герб Ростова в редакції А. А. Скальковского і поготів був би занадто деформований після застосування до нього згаданого звичаю. Швидше за все, саме тому А. А. Скальковскій і помістив губернський герб у вільній частині, як це робилося в Європі, якщо хотіли вказати старший по положенню герб.

### Третій, також неофіційний герб
В 1864 міський голова А. М. Байков замовив прапор з гербом міста. Зберігся опис герба на цьому прапорі:
У червоному щиті срібна з червленими швами зубчаста башта, увінчана золотими старовинними військовими обладунками, що складаються з шоломами і бахтерца, за якими навхрест покладені цибулю і три списи. У вільній частині герб Катеринославської губернії. Щит прикрашений срібною баштовою короною про три зубці і оточений двома золотими колосками, з'єднаними Олександрівською стрічкою
Ці два варіанти, ймовірно, з'явилися від незнання їх укладачами офіційно затвердженого герба 1811 року. Але треба визнати, що зроблені вони були професійно.
Прапор міста, було даровано громадськістю міста шестигласної міській Думі 20 вересня 1864.
З обох сторін прапора в центрі поміщено герб міста Ростова-на-Дону в кольоровому зображенні. З обох сторін білого атласного полотнища у верхній частині, розміщується напис: «Місто Ростов-на-Дону». У нижній частині прапора розташовано напис «Заснований в 1749 році». Написи, виконані золотом, від чистого поля прапора відокремлює червона окантовка шириною 10 мм, розташована від країв полотнища на відстані 50 мм. Відстань до герба міста від верхнього і нижнього країв полотнища по 150 мм. По периметру полотнище прапор прикрашає золота бахрома довжиною 25 мм. Наявність на прапорі кольорового міського герба і білий колір атласного полотнища символізують свободу і відкритість Ростова-на-Дону для розвитку торгівлі і промисловості, встановлення культурних та інших зв'язків з містами-партнерами.

### Четвертий, офіційний герб
В 1904 Ростов-на-Дону отримав статус градоначальства і відповідне розпорядження містило, крім усього іншого, вказівки про доповнення до герба Ростова, що відбивали його новий статус. Згідно з правилами, розробленими бароном Кене, герби градоначальству відзначала Стародавня Царська корона над щитом і золоті дубові гілки з Олександрівською стрічкою. Зауважимо, що не було й мови про новий малюнку ростовського герба. Наказувалося тільки доповнити височайше затверджений в 1811 році герб Ростова загальновідомими ознаками градоначальству.

### Радянський герб
Радянський герб Ростова-на-Дону затверджено рішенням Виконавчого Комітету Ростовського-на-Дону міської Ради депутатів трудящих від 23 червня 1967 № 428. Згідно з офіційним опису:
Герб м. Ростова-на-Дону являє собою щит, розділений по вертикалі на дві рівні частини, синього і червоного кольорів.
У центрі щита розміщено круг: ліва частина кола на синьому тлі у вигляді колоса, права — у вигляді шестерні.
Колосся і шестерня символізують розвинуте сільське господарство і машинобудування.
У центрі кола поміщена зубчаста фортечна стіна, яка підкреслює заснування міста Ростова, як фортеці, поставленої для захисту від набігу кочових народів у середині XVIII століття.
У нижній частині кола розташована будьонівка на тлі схрещених шабель, як пам'ять про легендарну Першої Кінної і класових битвах в роки Громадянської війни на Дону.
У нижній частині щита проходять по горизонталі дві хвилясті лінії, омордячующіе собою Дон, який грає величезну роль в народному господарстві області.
Автори герба: В. М. Кожемякін і Б. І. Шалібов

### Повернення старого герба
В 1996 міська Дума затвердила «Положення про символи міста Ростова-на-Дону» (3 квітня 1996 Рішенням № 267 міської Думи). Герб міста був перероблений Андрієм Башкатова. Цей герб загалом повторював варіант 1904 року. Вежа на гербі замість срібною стала золотою. Вінок — зеленим. Разом з тим Ярослав Зацаринний розробив уточнену версію зображення герба, змінивши деякі деталі фігур (на малюнку)